# Kecamatan Sukorejo (distrikt i Indonesien, Jawa Timur, lat -7,82, long 111,42)
Kecamatan Sukorejo är ett distrikt i Indonesien.   Det ligger i provinsen Jawa Timur, i den västra delen av landet, 500 km öster om huvudstaden Jakarta.